# Receptor de advertencia láser

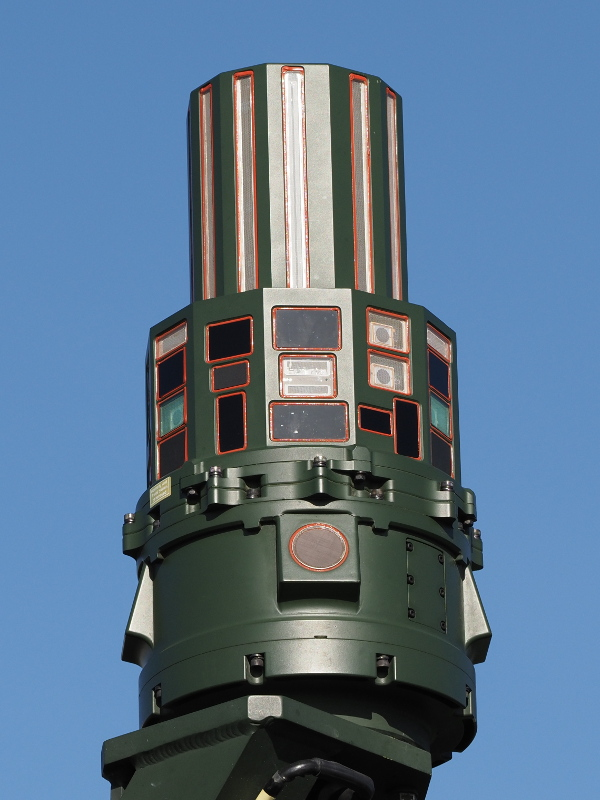
Sistema de detección de amenazas múltiples (MTDS) de Elbit Systems montado en Pandur II 8x8 CZ, Nato Days Ostrava 2019

Un receptor de advertencia láser es un sistema de alerta usado como defensa pasiva, que detecta, analiza y localiza de donde viene la emisión del láser de guía o telémetro láser. Luego este alerta a la tripulación y se pueden activar varias contramedidas, tales como pantalla de humo, pantalla de aerosol, sistema de defensa activo láser, etc.

## Productores
- NERO Industria[2]
- ASELSÁN[3][4][5]
- Sistemas BAE[6]
- Optrónica de Thales[7]
- Sistemas Elbit[8]
- Soluciones globales de defensa industrial[9]
- PentaTec[10]
- Hensoldt[11][12]

Algunos de los modelos usados por los Estados Unidos son:
- AN/AVR-2 y AN/AVR2A
- AN/AAR-47
- AN/VVR-1
- AN/VVR-2